# زیدوکومونا

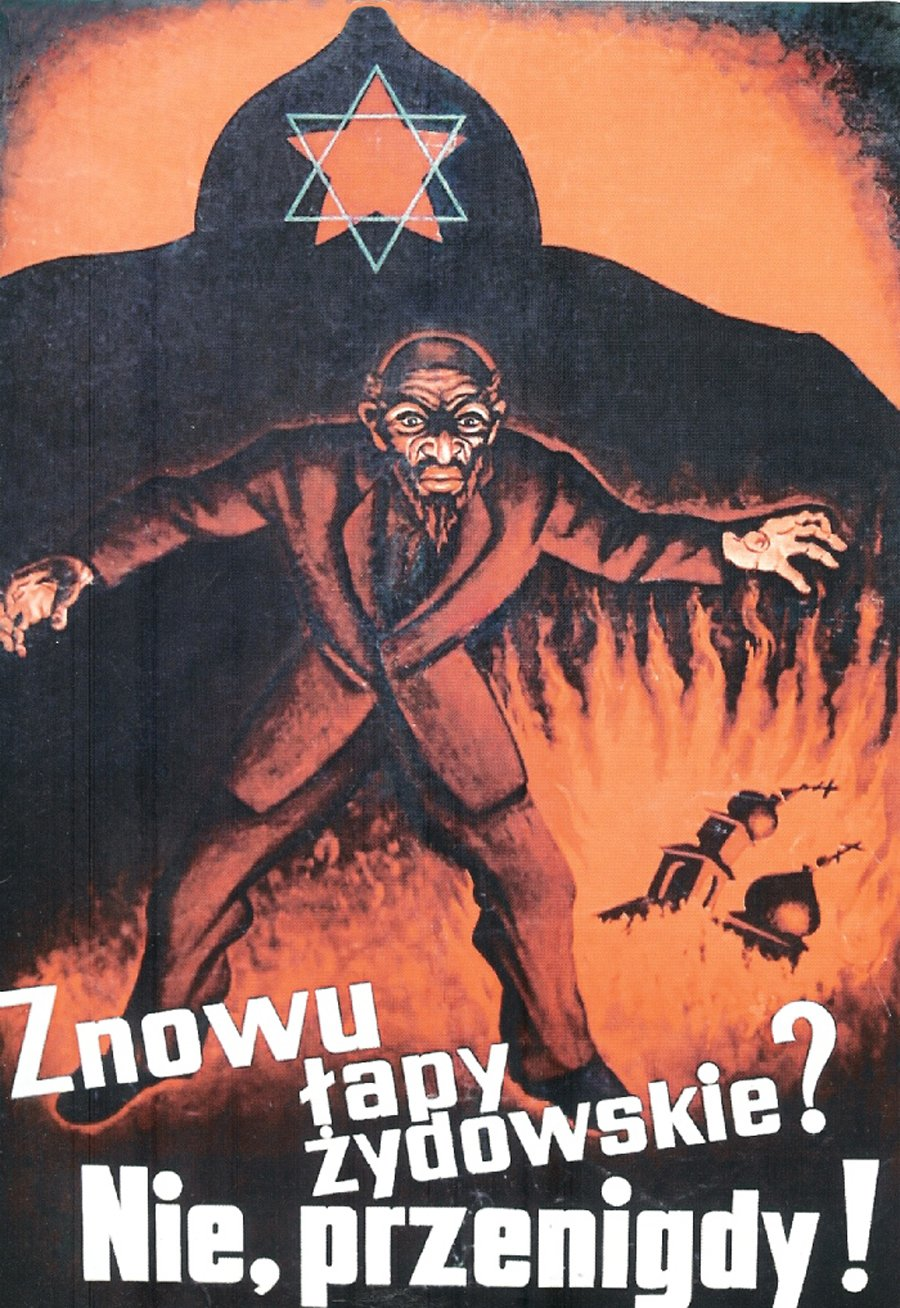
پوستر تبلیغاتی لهستانی مربوط به جنگ لهستان و بلشویک در سال های 1919-1921

زیدوکومونا (Żydokomuna) یک عبارت تحقیرآمیز و تفکر قالبی ضد کمونیستی و یهودستیزانه است، کلیشه‌ای که نشان می‌دهد اکثر یهودیان با اتحاد جماهیر شوروی سوسیالیستی در وارد شدن کمونیسم به لهستان همکاری کردند، یا اینکه یک توطئه منحصراً یهودی برای انجام این کار وجود داشته‌است. اصطلاحی به زبان لهستانی برای بلشویسم یهودی است. زیدوکومونا با افسانه تئوری توطئه دولت اشغالگر صهیونیستی مرتبط است.